# HMS Defence (1861)
Panserskibet HMS Defence og søsterskibet Resistance var mindre udgaver af den foregående Warrior-klasse. De havde svagere kanonarmering og var langsommere, og deres eneste fortrin var, at de som kortere skibe var noget mere manøvredygtige. Som en nyskabelse i forhold til forgængerne var de udstyret med vædderstævn. Navnet Defence betyder forsvar, og skibet var det tredje af fire i Royal Navy med dette navn.

## Tjeneste
Efter færdiggørelsen i 1862 gjorde Defence tjeneste i Kanalflåden til 1866, hvor det blev sendt til Plymouth til eftersyn og omarmering. Kom retur til Kanalflåden i 1868, og blev i 1869 sendt til stationen i Nordamerika for at afløse HMS Royal Alfred. Gjorde derefter tjeneste i Middelhavet fra 1871 til 1872, fulgt af et langt eftersyn i Plymouth 1872-74. Defence blev så vagtskib ved Shannon fra 1874-76, og havde yderligere en periode i Kanalflåden fra 1876-79. Den sidste tjeneste til søs var som vagtskib på Mersey-floden frem til 1885. I 1890 blev armering og maskineri fjernet, og Defence blev et flydende værksted. Navnet blev ændret til Indus I i 1898. Blev hugget op i Plymouth i august 1935.